# Marc Laurendeau
Marc Laurendeau (né le 24 août 1939 à Montréal) est un humoriste, acteur, journaliste, professeur et animateur de radio et de télévision québécois.

## Biographie
Né le 24 août 1939 à Montréal, Marc Laurendeau fait partie, dans les années 1960 et 1970, du quatuor d'humoristes Les Cyniques, en compagnie d'André Dubois, de Marcel Saint-Germain et de Serge Grenier. Au cinéma, on le voit en 1972 dans la comédie musicale IXE-13 de Jacques Godbout.
Il poursuit des études, à l'Université de Montréal, en droit et en science politique (maîtrise, 1973) durant sa carrière d'humoriste.  Son mémoire de maîtrise porte notamment sur le Front de Libération du Québec et est publié en livre sous le titre Les Québécois violents.
En 1973, il devient éditorialiste au quotidien Montréal-Matin, en même temps qu'il anime Montréal en vrac, l'émission de fin d'après-midi du poste de radio CKAC. En 1975, il est promu éditorialiste-en-chef au Montréal-Matin, où il travaillera jusqu'en 1978. De 1978 à 1988, il est chroniqueur et analyste politique au quotidien La Presse et anime des émissions d'affaires publiques à la télévision. Il est depuis 1988 journaliste-chroniqueur à la radio de Radio-Canada et, depuis 1995, chargé de cours en journalisme à l’Université de Montréal.
Depuis 1998, il présente une revue de l'actualité des journaux à l'émission quotidienne C'est bien meilleur le matin, aux côtés de René Homier-Roy.
En 2013, avec l'arrivée du Musée Grévin Montréal, il devient le président de l'académie Grévin au Québec.
En 2016, il réalise avec Bruno Boulianne le documentaire: Le Parti québécois, l’affaire d’une génération ?
Il est le frère de la comédienne Amulette Garneau et le mari de la journaliste Anne-Marie Dussault.

## Discographie
- 1965 ; Les abominables Cyniques en spectacle
- 1967 : Les Cyniques: Volume 2
- 1967 : Les Cyniques à la Comédie-Canadienne : Volume 3
- 1968 : Les Cyniques - Le meilleur! : Volume 4
- 1970 : Les Cyniques : Volume 5
- 1971 : Les Cyniques : Volume 6
- 1971 : IXE-13 : une comédie qui chante
- 1972 :  Les Cyniques : EXIT

## Filmographie
- 1968–1969 : Émission impossible (série TV)
- 1971 : Bye Bye 1971
- 1972 : IXE-13 de Jacques Godbout

## Publications
- Marc Laurendeau, avec la collaboration de Pierre Huet, Du rire cynique au regard journalistique, La Presse, 2022.